# Бункская волость
Бу́нкская во́лость (латыш. Bunkas pagasts) — одна из территориальных единиц Южно-Курземского края Латвии, в историко-культурной области Курземе. Находится в центре края. Граничит с Калвенской, Вецпилсской, Дурбской, Тадайкской, Виргской и Приекульской волостями своего края. Волостной центр — село Бунка.

## История
В начале XIX века на территории нынешней Бункской волости были созданы Бункский и Кротский поместные приходы в составе Гробинского, а с 1920 года Лиепайского уезда. В 1867 году они стали независимыми волостями со своим самоуправлением. В 1945 год в Бункской волости был основан Бункский сельсовет, а в Кротской волости — Кротский сельсовет. После отмены в 1949 году волостного деления, Бункский сельсовет входил в состав Приекульского района, а с 1959 года в состав Лиепайского района. В 1978 году к Бункскому сельсовету были присоединены Кротский сельсовет и часть Тадайкского сельсовета. В 1990 году Бункский сельсовет был реорганизован в волость.
В 2009 году, в результате латвийской административно-территориальной реформы, Бункская волость вошла в состав Приекульского края. В ходе административно-территориальной реформы Латвии 2021 года, Приекульский край был упразднён, Бункская волость вошла в состав укрупнённого Южно-Курземского края.

## География
Бункская волость расположена на Западной Курземской возвышенности. В юго-восточной части волости находится Эмбутское всхолмление, где расположена самая высокая точка волости — «Прушу калнс» (95,5 м над уровнем моря). В западной части волости расположена Вартайская волнистая равнина, в средней части находится относительно плоская Тадайкская холмистая равнина. Через волость протекает Вартая, правый приток Барты, на реке образованы пруды Велекшню (площадь 124 га), Бункас (10,2 га) и Кротское мельничное озеро (15 га). Другие большие реки — приток Вартаи Агере, Плугупите и Лашупе. Леса занимают 23,5 % территории волости, из полезных минералов имеются песок, гравий, пресноводный известняк.

## Население
В 1935 году в Бункской волости проживало 1014 человек, из них латышей — 97,0 %, в Кротской волости — 795 человек, из них латышей — 94,7 %.
В 2000 году в Бункской волости проживало 1131 человек, из них 47,7 % мужчин, 52,3 % женщин. По национальному составу: латышей — 85,6 %, литовцев — 11,0 %, русских — 1,6 %.
По состоянию на 1 января 2022 года население волости составляло 820 человек.

## Экономика
В XIX веке на территории волости действовала печь для обжига кирпича и смолы, была построена водяная мельница, имелись пруды для разведения рыбы, работало несколько пивных. Во время аграрной реформы 1920 года мызская земля была разделена на небольшие хозяйства. В 1935 году в Бункской волости насчитывалось 191 крестьянское хозяйство. Работала водяная мельница, магазины. В Кротской волости насчитывалось 139 крестьянских хозяйств, работала водяная мельница, 3 молочных пункта, магазин.
В 1944—1945 годах в ходе длительных боёв 3/4 зданий было разрушено. В послевоенные годы в Бункском сельсовете были основаны колхозы «Лиелайс Октобрис», «Плесумс» (с латыш. Поднятая целина), «Лачплесис», которые затем были объединены в колхоз имени Сталина (позже — колхоз «Бунка»). В Кротском сельсовете были основаны колхозы «Накотне» и «11-й съезд ВЛКСМ», позже объединённые в колхоз «Кроте». В Тадайкском сельсовете — колхозы «Яунайс арайс» (рус. Молодой пахарь), «Бривайс цельш» (рус. Свободный путь) и колхоз имени Имантса Судмалиса, которые затем были объединены в колхоз имени Суворова. После последнего объединения был создан колхоз «Бунка», который в 1990 году был разделён на паевые сообщества «Бунка», «Кроте» и «Вартая», ликвидированные в 1993 году. В 1960-х годах на месте деревянного моста через Вартаю был построен железобетонный мост.
По состоянию на 2000 год в волости было 293 крестьянских и 245 приусадебных хозяйств. В бывших колхозных центрах действовали сушилки, зернохранилища, механические мастерские, магазины. Восстановлена Бункская водяная мельница.

## Образование и культура
В 1935 году в Бунке была 4-классная начальная школа, до конца 1960-х годов работала школа-восьмилетка.
В 1970 году в Бунке был построен Дом культуры на 400 мест (первое современное клубное здание в Лиепайском районе). Работал хор «Линдале». В Доме культуры имелась библиотека (также библиотека была в Кроте).
По состоянию на 2024 год в Кроте работала начальная школа «Kronvalda Ata». Имеется Народный дом, библиотека, действует фольклорный коллектив «Traisteni».